# 坦波夫

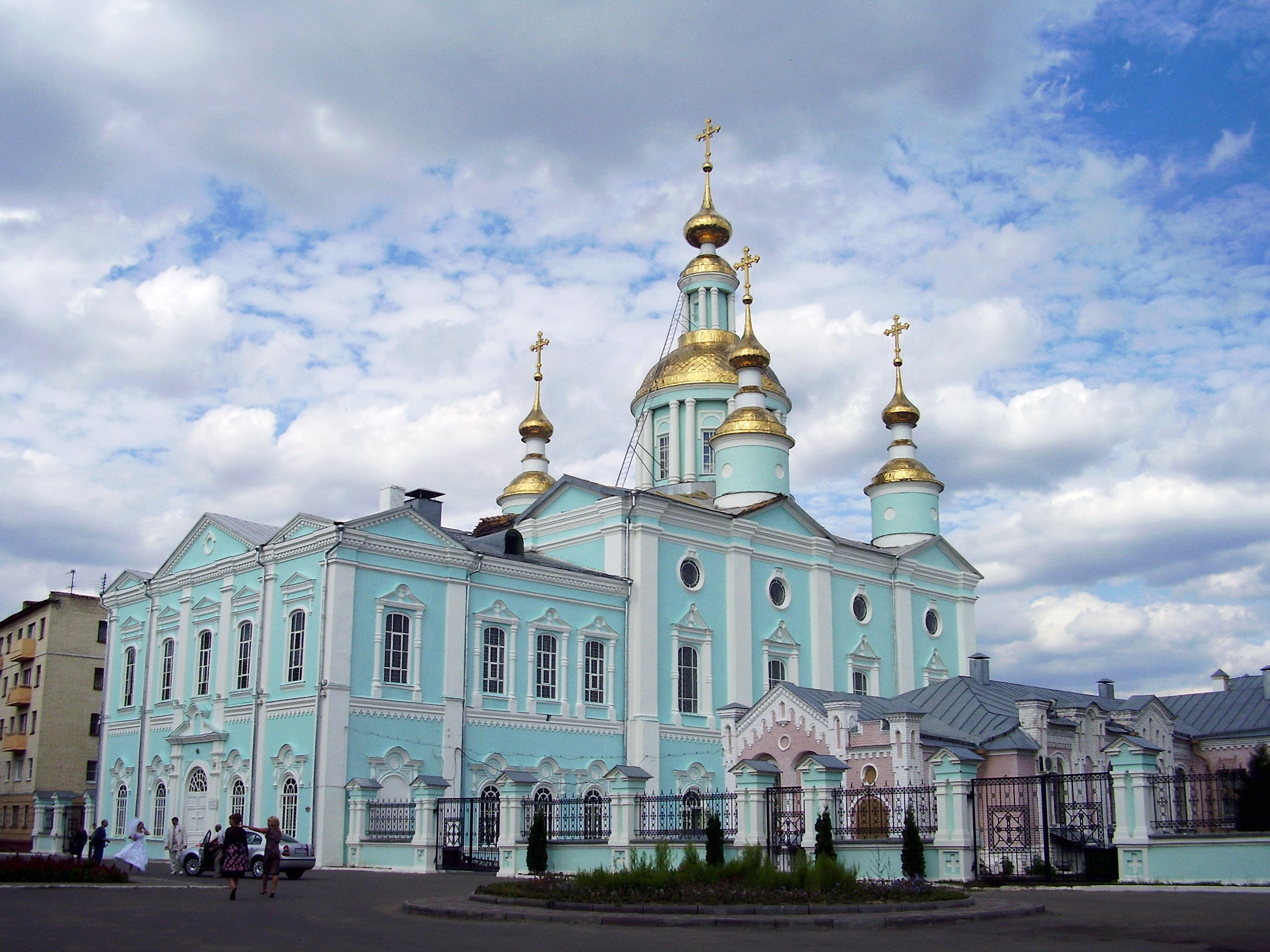
坦波夫

坦波夫（羅馬化：Tambov）是俄羅斯坦波夫州首府。位於茨納河與斯圖傑湼茨河會合之處，距離首都莫斯科東南480公里。人口293,658人（2002年）。建於1636年。

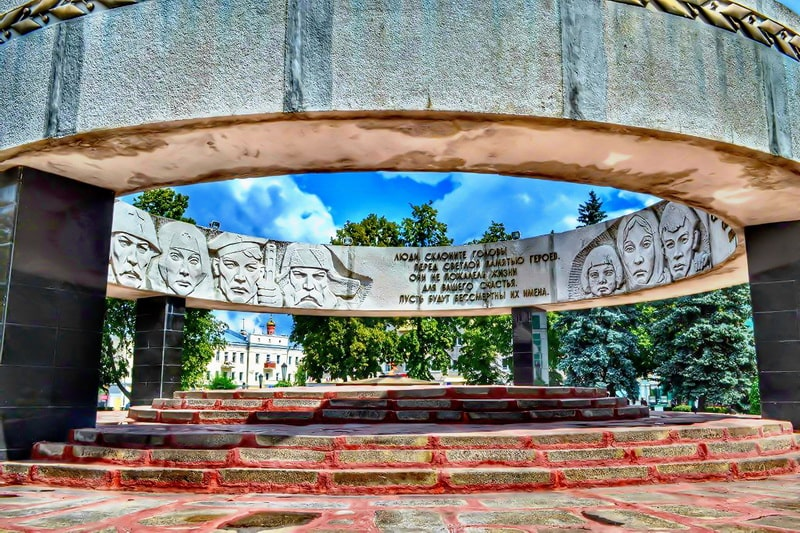
在Sobornaya广场上的“永恒的火焰”[1] (1970年5月9日开业)